# Lorenzo Mannino
Lorenzo Mannino, detto Lore (New York, 27 luglio 1959), è un mafioso statunitense che, secondo l’FBI, ricopre il ruolo di potente caporegime all’interno della famiglia Gambino. Attualmente è considerato il boss di facciata della famiglia, agendo per conto del reggente Domenico Cefalù.

## Carriera criminale
Nel 1994, Lorenzo Mannino si dichiarò colpevole di traffico di droga e di cospirazione per l’omicidio di Francesco Oliveri, avvenuto nel 1988. Fu condannato a 15 anni di carcere e rilasciato nel 2004. A questo patteggiamento seguì un processo nel 1993 che vedeva imputati anche John Gambino, Joseph Gambino e Matteo Romano, ma che si concluse con un nulla di fatto a giugno dello stesso anno, quando la giuria non riuscì a raggiungere un verdetto.
Durante il processo, Salvatore “Sammy the Bull” Gravano testimoniò riguardo al coinvolgimento di Mannino, insieme a John e Joseph Gambino, nell’omicidio di Oliveri, e nella gestione di un’impresa mafiosa legata al racket. Gravano dichiarò anche che la famiglia Gambino, in teoria, proibiva il traffico di droga.
Secondo un articolo del New York Post del 2007, Mannino fu descritto come una figura emergente all’interno della famiglia e si sarebbe persino rivolto a Frank Sinatra per aiutare il cantante Al Martino a ottenere ingaggi a Las Vegas.
Nel marzo 2019, il soldato della famiglia Gambino Paul Semplice fu condannato a 28 mesi di carcere per un giro di usura. Aveva prestato denaro a un imprenditore in difficoltà e a un giocatore d’azzardo che in seguito morì di ictus. In una conversazione intercettata, Semplice ammise di aver picchiato una delle sue vittime e indicò Mannino come il suo diretto superiore all’interno dell’organizzazione.